# الديناميكا الصدغية للموسيقا واللغة
تصف الديناميكا الصدغية للموسيقا واللغة كيفية تنسيق الدماغ لمختلف المناطق فيه من أجل معالجة الموسيقا والأصوات. يتميز كل من اللغة والموسيقا بامتلاكهما بنية إيقاعية ولحنية. يستخدم كل منهما مجموعة محدودة من العناصر الأساسية (مثل النغمات أو الكلمات) المدموجة بطرق منتظمة من أجل إنشاء أفكار موسيقية أو لغوية كاملة.

## التشريح العصبي للموسيقا واللغة
تُستخدم العديد من المناطق المفتاحية في الدماغ في معالجة الموسيقا واللغة على حد سواء، مثل منطقة بروكا المتخصصة في إنتاج اللغة واستيعابها. غالبًا ما يعاني المرضى المصابون بآفات، أو تلف، في منطقة بروكا من ضعف في القواعد، وبطء في إنتاج الكلام وضعف في استيعاب الجمل. يمثل التلفيف الجبهي السفلي أحد تلافيف الفص الجبهي المسؤولة عن توقيت الأحداث واستيعاب القراءة، وعلى وجه الخصوص استيعاب الأفعال. تقع باحة فيرنيكه في القسم الخلفي من التلفيف الصدغي العلوي وتبرز أهميتها في فهم المفردات واللغة المكتوبة.
تقع القشرة السمعية الأولية في الفص الصدغي من القشرة المخية. تتجلى أهمية هذه المنطقة في معالجة الموسيقا وتلعب دورًا هامًا في تحديد حدة الصوت وحجمه. غالبًا ما يؤدي التلف الدماغي في هذه المنطقة إلى فقد القدرة على سماع الأصوات على الإطلاق. ثبت وجود دور للقشرة الجبهية في معالجة الألحان والانسجام الموسيقي. على سبيل المثال، يظهر تصوير «إف إم آر آي» و«بّي إي تي» نشاطًا عاليًا في هذه المنطقة عند الطلب من المرضى إنتاج إيقاع معين بالنقر أو إعادة إنتاج نغمة ما. يُعتبر المخيخ بمثابة دماغ «مصغر» في مؤخرة الجمجمة. بشكل مماثل للقشرة الجبهية، يلعب المخيخ دورًا في معالجة الألحان وتحديد سرعة الإيقاع. يرتبط كل من القشرة الجبهية الإنسية والقشرة السمعية الأولية أيضًا مع النغمية، أو تحديد الحدة والحجم.
بالإضافة إلى المناطق المحددة المذكورة أعلاه، تنشط العديد من «نقاط تبديل المعلومات» في المعالجة اللغوية والموسيقية. تعمل هذه المناطق، كما يُعتقد، كسبل نقل مسؤولة عن نقل المعلومات. تمكّن النبضات العصبية المناطق المذكورة أعلاه من التواصل ومعالجة المعلومات بشكل صحيح. تشمل هذه البنى المهاد والعقد القاعدية.
أظهرت الدراسات باستخدام «إف إم آر آي» و«بّي إي تي» نشاطًا في بعض المناطق المذكورة أعلاه أثناء عمليات المعالجة اللغوية والموسيقية على حد سواء. تشمل هذه المناطق القشرة الحركية الأولية، ومنطقة بروكا، والمخيخ والقشرة السمعية الأولية.

## التطبيقات في إعادة التأهيل
وجدت الدراسات الأخيرة وجود تأثير إيجابي للموسيقا على الدماغ لدى الأفراد المصابين باضطرابات الدماغ. يناقش ستيغيمولر المبادئ الكامنة خلف العلاج بالموسيقا المتمثلة في رفع مستوى الدوبامين، والمزامنة العصبية وصولًا إلى الإشارات الواضحة التي تمثل إحدى السمات الهامة للوظيفة الدماغية الطبيعية. يستطيع مزيج التأثيرات هذا تحفيز اللدونة العصبية، التي من شأنها كما يُعتقد زيادة قدرة الفرد على التعلم والتكيف. تختبر المنشورات البحثية الحالية تأثير العلاج بالموسيقا على الأفراد المصابين بمرض باركنسون، وداء هنتنغتون، والخرف وغيرها من الاضطرابات.

### مرض باركنسون
يختبر الأفراد المصابون بمرض باركنسون اضطرابات في المشية والوضعية نتيجة انخفاض مستوى الدوبامين في الدماغ. تشمل السمات المميزة لهذا المرض المشية الهدجان، إذ يميل الفرد نحو الأمام أثناء المشي وتزيد سرعته بشكل تدريجي، ما قد يؤدي إلى سقوطه أو ملامسته لجدار ما. يعاني الأفراد المصابون بمرض باركنسون أيضًا من صعوبات في تغيير الاتجاه عند المشي. نتيجة لذلك، يساعد مبدأ زيادة مستوى الدوبامين من خلال العلاج بالموسيقا في تخفيف أعراض مرض باركنسون. لُوحظت هذه التأثيرات في دراسة غاي على العديد من الإشارات الارتجاعية السمعية إذ استطاع الأفراد المصابون بمرض باركنسون المشي بسرعة أكبر، وزيادة طول الخطوة وإنقاص معدل عدد الخطوات.

### داء هنتنغتون
يؤثر داء هنتنغتون على حركة الفرد، بالإضافة إلى الوظائف المعرفية والنفسية، ما يؤثر بشكل هائل على جودة الحياة. يختبر المرضى المصابون بداء هنتنغتون بشكل شائع الرقاص، ونقص القدرة على التحكم في الاندفاعات، والانسحاب الاجتماعي واللامبالاة. أجرى شفارتز وآخرون مراجعة حول المنشورات المتعلقة بتأثير العلاج بالموسيقا والرقص على المرضى المصابين بداء هنتنغتون. لم تقتصر تأثيرات الموسيقا المحسنة للقدرات المعرفية والحركية على النشاطات الموسيقية بل شملت جميع النشاطات غير المتعلقة بالموسيقا، ما يشير إلى وجود تأثير إيجابي محتمل للموسيقا على المرضى المصابين بهذا المرض. على الرغم من أن نتائج الدراسات المتعلقة بتأثيرات الموسيقا على الوظائف الفيزيولوجية غير حاسمة بشكل أساسي، تظهر الدراسات دور الموسيقا في تعزيز مشاركة المريض واستمراره طويل الأمد في العلاج، ما يُعتبر من الأمور الهامة للوصول إلى أعلى الإمكانات والقدرات الممكنة لدى المريض.

### الخرف
غالبًا ما يظهر الأفراد المصابون بمرض آلزهايمر الناجم عن الخرف الحماس والحيوية عند سماعهم أغنية مألوفة. يناقش سركامو وآخرون تأثيرات الموسيقا الملاحظة من خلال مراجعة المنشورات البحثية المنهجية لدى أولئك المصابين بهذا المرض. على الرغم من تدهور الوظائف السمعية عالية المستوى مثل إدراك المحيط اللحني والتحليل السمعي لدى الأفراد المصابين بمرض آلزهايمر، أظهرت الدراسات التجريبية على الموسيقا والخرف قدرة هؤلاء المرضى على استرجاع وعيهم السمعي الأساسي بما في ذلك الحدة، والجرس والإيقاع. من المثير للاهتمام أيضًا ملاحظة احتفاظ المرضى المصابين بالخرف، وحالات الخرف الشديد حتى، بالمشاعر والذكريات المحرضة بواسطة الموسيقا. أظهرت الدراسات وجود آثار مفيدة للموسيقا على كل من الهياج، والقلق والسلوكيات والتفاعلات الاجتماعية. تتأثر المهام المعرفية بدورها بالموسيقا، مثل الذاكرة العرضية والطلاقة اللفظية. خلصت الدراسات على الغناء وتأثيره على الأفراد المصابين بالخرف إلى نتائج إيجابية فيما يتعلق بتعزيز تخزين الذاكرة، والذاكرة العاملة اللفظية، والذاكرة العرضية البعيدة والوظائف التنفيذية.